# Гладій Григорій Степанович
Григо́рій Гладі́й (англ. Gregory Hlady, нар. 4 грудня 1954, Хоростків, Тернопільська область, Українська РСР) — український та канадський актор театру та кіно, театральний режисер і педагог.

## Життєпис
Народився 4 грудня 1954 року в місті Хоросткові Тернопільської області. Закінчив КДІТМ ім. І. Карпенка-Карого (1976), заочно режисерський факультет ГІТІСу (1989, майстерня А. Васильєва). До 1983 року працював у театрах Харкова, Києва, Каунаса, у 1985—1990 — у театрі Анатолія Васильєва. З 1990-х років живе і працює у Квебеку (Канада).

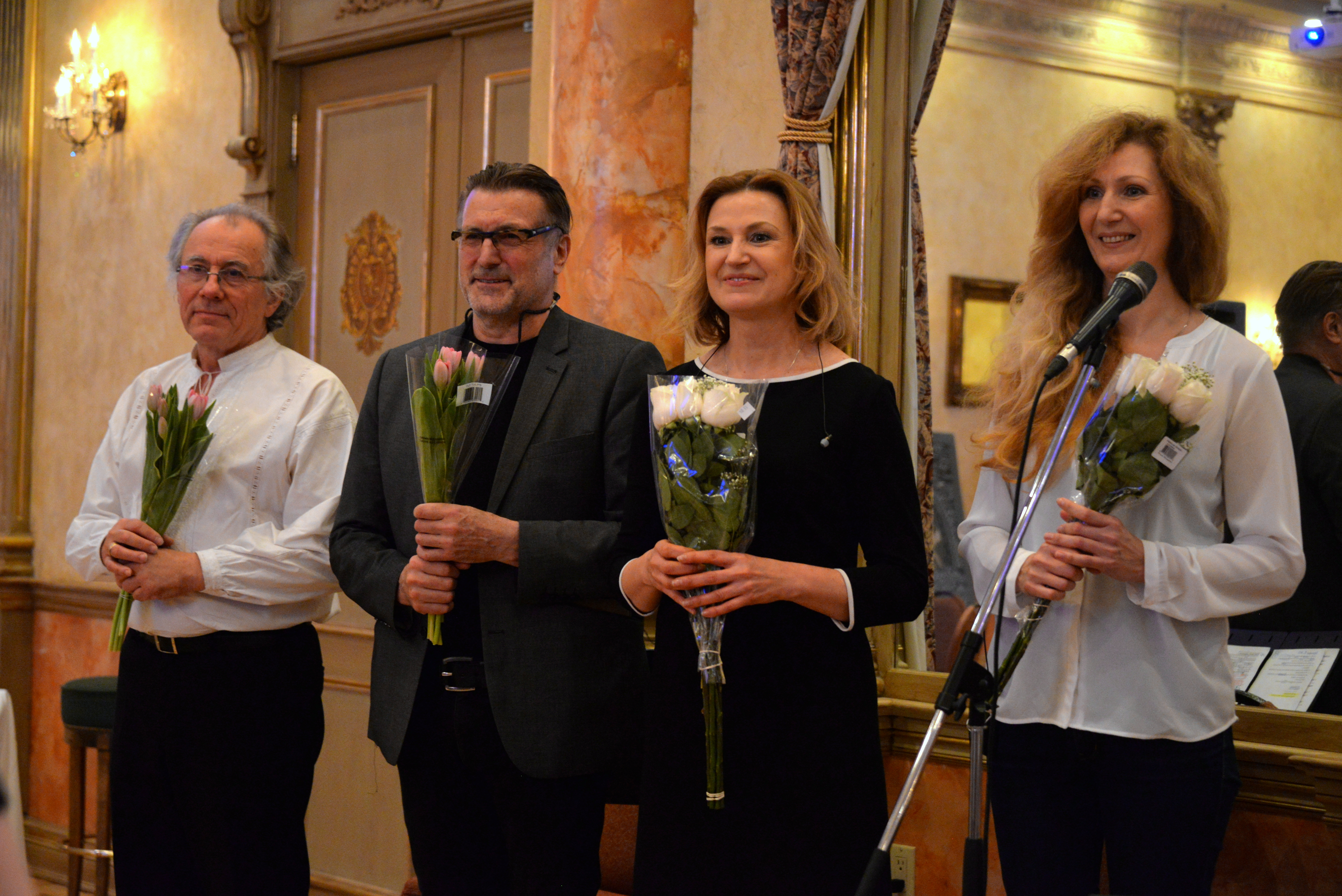
Віктор Морозов, Григорій Гладій і сестри Тельнюк на концерті в Торонто

Вільно спілкується українською, російською, польською, литовською, англійською, французькою, італійською та німецькою мовами.
У фільмі «Зодіак» (1986) зіграв роль Мікалоюса Чюрльоніса — видатного литовського художника й композитора початку XX століття. Режисер фільму — Йонас Вайткус, роль Музи виконала Майя Плісецька.
У 2000 році знявся у фільмі Олеся Янчука «Нескорений», в якому виконав головну роль — генерала-хорунжого УПА — Романа Шухевича.
У 2004 році був одним з ведучих (разом з Вітою Смачелюк) українського сезону телешоу «Форт Буаяр».
У 2004 році відбулася перша постановка Гладія на українській сцені — «Істерія» за Тері Джонсоном про життя Зігмунда Фройда. Головну роль виконав Богдан Ступка.
У 2006 році виступив як режисер франко-канадського мюзиклу «Дракула: між коханням та смертю», головну роль в якому виконав відомий канадський співак Брюно Пельтьє. Серед пісень у спектаклі прозвучала українська народна пісня «Цвіте терен» у новій обробці. До первісного тексту вистави було включено кілька реплік українською мовою, які, за задумом режисера, мали передати східноєвропейський колорит. Крім того, головний персонаж мюзиклу виконував українською мовою вокальний фрагмент у стилі «козацького плачу».
Протягом багатьох років співпрацює з Театром Просперо в Монреалі, де у 2016 році поставив виставу «Гравець» за Достоєвським. Раніше на сцені Просперо йшли «Танець смерті» (2012) за Стріндбергом, «Весілля» (2011) за Б.Брехтом та «Собаче серце» (2008) за Булгаковим у постановці Гладія.
Брав участь у спільному проекті з Віктором Морозовим та сестрами Тельнюк «Наш Шевченко: шлях до свободи» по містах Канади у травні — червні 2016 року.
У 2023 році Гладій виконував одну з провідних ролей у виставі самодіяльного театру «Стожари» з Монреаля за п'єсою Наталі Ворожбит «Погані дороги».

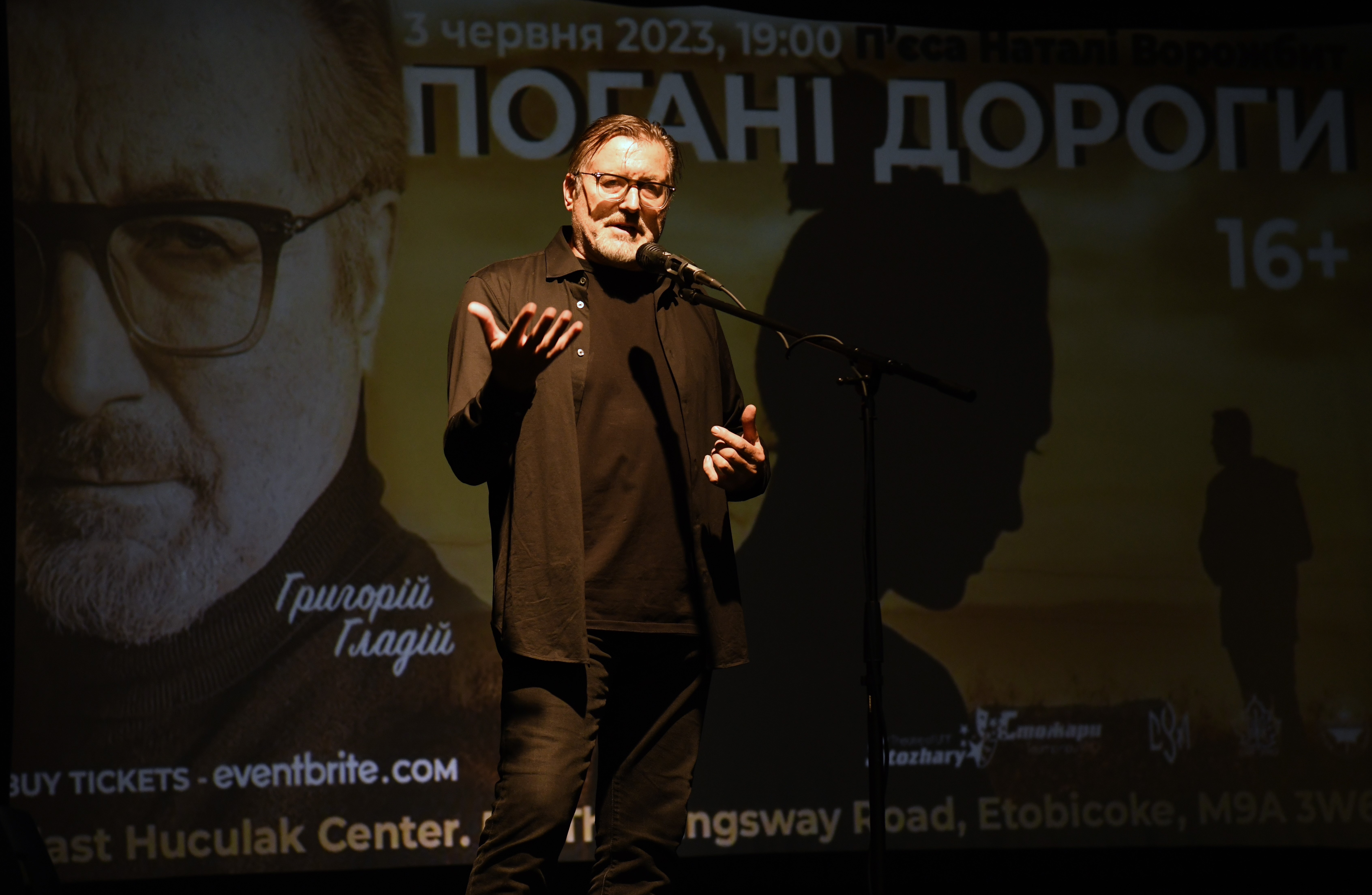
Григорій Гладій в інтродукції до вистави самодіяльного театру «Стожари» з Монреаля за п'єсою «Погані дороги» Наталії Ворожбит, 2023

## Громадська діяльність
Разом з українською громадою Канади брав участь у пікеті біля російського посольства у березні 2014 року.
Був ведучим на урочистому відкритті погруддя Тараса Шевченка в м. Квебеку на Алеї Поетів 31 травня 2014 року.

## Фільмографія
- В бій ідуть одні «старики» (1973)
- Від Бугу до Вісли (1980)
- Дударики (1980)
- Така пізня, така тепла осінь (1981)
- Повернення Баттерфляй (1982)
- Загублені в пісках (1984)
- Украдене щастя (1984)
- «Зодіак» (1985)
- «Гра хамелеона» (1986)
- Мама, рідна, любима... (1986)
- Звинувачується весілля (1986)
- Увійдіть, стражденні! (1987)
- Відступник (1987)
- Фантастична історія (1988)
- Сирано де Бержерак (1989)
- Ленінград. Листопад (1990)
- Зламане світло (1990)
- Спогад без дати (1990)
- Анна Карамазофф (1991)
- Halalutak es angyalok (1991) Угорщина
- Музыка для декабря (1995)
- L'Homme idéal (1996) Квебек (Канада)
- Мушкетери назавжди (1998)
- Її звали Нікіта, сезон 2, епізод 6, Mandatory Refusal (1998) США-Канада
- Нескорений (2000) Україна
- Гладій. Повернення. (документальний)(2004)
- Гидкі лебеді (2006)
- Акме (2007)
- Морозов (2008)
- Ночь на закате лета (2010)
- Diego Star (2012)
- Seances by Guy Maddin (2013)
- Люди Ікс: Дні минулого майбутнього (2014)
- Окупація (2015)
- Заборонена кімната (2015)
- The Gear (2016)
- Ім'я, яке носиш (2016)

## Театр

### Театральний режисер
- 2018: Очищення Софі Оксанен Національний Театр ім. Івана Франка Київ (Україна)
- 2016: Гравець / Le joueur Достоєвський Prospero, Монреаль (Канада)
- 2012: Танок смерті / La danse de mort Август Стріндберг Prospero Монреаль (Канада)
- 2011: La Noce / Весілля Бертольд Брехт Prospero Монреаль (Канада)
- 2008: Cœur de chien / Собаче серце Михайло Булгаков Prospero Монреаль (Канада)
- 2007: Вогненний янгол Валерій Брюсов Théâtre National Mihai Eminescu Тімішоара (Румунія)
- 2006:  Dracula / Дракула Брем Стокер Théâtre St-Denis Монреаль (Канада)
- 2004: Істерія Террі Джонсон  Національний театр ім. Івана Франка Київ (Україна)
- 1999: Rêve d'orgueil Достоєвський Infini TheatreМонреаль (Канада)
- 1995: Amerika / Америка Франц Кафка La Veillée Montréal (Канада) і Брюсель
- 1995: L'idiot / Ідот Достоєвський Agora de la danse Монреаль (Канада)
- 1994: Le roi se meurt / Король умирає Ежен Йонеско La Veillée Монреаль (Канада)
- 1992: Le Retour / Повернення Гарольд Пінтер La Veillée Монреаль (Канада)
- 1989: Запрошеня на страту  Набоков Вільнюс Литва

### Актор театру
- 2013 «Євгеній Онєгін» / Йонас Вайткус / Lietuvos Rusų Dramos Teatras Євгеній Онєгін
- 2009 «Трамвай Бажання» / Alexandre Marine / Théâtre du Rideau Vert Стенлі Ковальські
- 2006 «Моцарт і Сальєрі» / Анатолій Васильєв / Турне: Амсердам і Авіньйон Сальєрі
- 2001 «The OTHER» / Paula de Vasconcelos
- 1995 «Горе з розуму» / Андреас Шмидт Молчалін
- «Нельська вежа»(Дюма) / Анатолій Васильєв
- «Ідіот» / Анатолій Васильєв
- «Біси»(за Достоєвським) / Анатолій Васильєв
- «Шість персонажів в пошуках автора» / Анатолій Васильєв
- «Сьогодні ми імпровізуємо» / Анатолій Васильєв
- 1981 «Стійкий принц» Марк Нестантінер / Молодий Театр в Києві Принц Фернандо